# Ezzelino II
Pour les articles homonymes, voir Ezzelino.
Ezzelino II, surnommé le Moine, (italien il Monaco)  (né à une date inconnue dans la seconde moitié du XIIe siècle - mort en 1235) était un noble italien du Moyen Âge, seigneur de l'actuelle commune de Romano d'Ezzelino, située dans la province de Vicence en Vénétie à la fin du XIIe et au début du XIIIe siècle. 

## Biographie
Ezzelino II succéda à son père Ezzelino Ier, à la mort de celui-ci vers 1180. Chassé par la faction des Guelfes (1194), il se mit à la tête des Gibelins, s'allia avec ceux de Vérone et de Padoue, combattit à outrance les Guelfes, à la tête desquels se trouvait le marquis d'Esté, et finit par rentrer dans Vicence avec le secours de l'empereur Othon IV, qui lui donna le titre de vicaire impérial. 
Il partagea en 1215 ses États entre ses enfants, et se retira dans un cloître, ce qui le fit surnommer « le Moine. » Ezzelino II mourut en 1235.

## Unions et postérité
Ezzrlino II contracta quatre unions:
- Agnese, fille d'Obizzo I d’Este et de Sofia da Lendinara elle meurt en accouchant en 1167 ;
- en 1170 Speronella Dalesmanni (morte le 24 décembre 1199), fille de Dalesmanno Dalesmanni, déjà divorcée et qu'il abandonne.
- Cecilia, héritière de Manfredo conte d'Abano, répudiée par son mari après avoir été violée par Gherardo da Camposampiero par vengeance ;
- en 1184 Adélaïde, fille du comte de Mangona (localité située au nord de Prato).

De ces quatre mariages il laisse de nombreux enfants dont :
- Ezzelino III da Romano.
- Alberigo ou Albérico da Romano, maitre de Trévise successivement adversaire ou allié de son frère ; il est mis à mort avec sa famille en 1260.

## Sources
Cet article comprend des extraits du Dictionnaire Bouillet. Il est possible de supprimer cette indication, si le texte reflète le savoir actuel sur ce thème, si les sources sont citées, s'il satisfait aux exigences linguistiques actuelles et s'il ne contient pas de propos qui vont à l'encontre des règles de neutralité de Wikipédia.